# FLT4
A tirosina quinase 4 relacionada a fms, também designada por FLT4, é um gene que fornece instruções para a produção de uma proteína chamada receptor de factor de crescimento endotelial vascular 3 (VEGFR-3), que regula o desenvolvimento e a manutenção do sistema linfático.